# Рая Дунаєвська
Рая Дунаєвська (1 травня 1910 — 9 червня 1987) — американська вчена, філософ лівого спрямування єврейського походження, уродженка України. Теоретик гуманістичного марксизму.

## Життєпис
Народилася в селі Яришів (Російська імперія, нині Вінницька область, Україна) у родині рабина Осипа Шпігеля і Брани Дунаєвської. Була наймолодшою дитиною в сім'ї з чотирьох братів і двох сестер. У дитинстві з родиною іммігрувала до Сполучених Штатів. У віці 18 років була виключена з Комуністичної партії США як «троцькістка», оскільки не підтримала засудження Радянським Союзом Лева Троцького.
Була деякий час секретаркою-перекладачкою Л.Троцького під перебування у Мексиці, потім розірвала стосунки з ним. Вивчала економіку СРСР і ранні праці Карла Маркса, зробила внесок у теорію державного капіталізму (до якого включала і СРСР).